# Seitendrucker
Ein Seitendrucker überträgt die zu druckenden Zeichen als Ganzes auf eine Seite. Ein Beispiel hierfür ist der Laserdrucker, bei dem das Druckbild von der Bildtrommel komplett in einem Durchgang auf das Papier übertragen wird. Die Druckseite wird zunächst aufbereitet und dann in einem Durchgang übertragen. Hierfür muss im Drucker ein relativ großer Speicher vorhanden sein, der die Daten einer Seite aufnehmen kann. Bei Laserdruckern liegt das Minimum je nach Druckauflösung bei 512 Kilobyte. Sollen Grafikseiten ausgedruckt werden, muss der Speicher wesentlich größer sein.